# Anapella retroconvexa
Anapella retroconvexa is een tweekleppigensoort uit de familie van de Mesodesmatidae. De wetenschappelijke naam van de soort is voor het eerst geldig gepubliceerd in 1978 door Zhuang.